# Leonor Carreto
Leonor María del Carreto (1616 - Tepeaca 1673), fue una aristócrata de la familia del Carreto, marquesa consorte de Mancera y virreina de la Nueva España, recordada por su mecenazgo y protección a la insigne poetisa novohispana Sor Juana Inés de la Cruz.

## Biografía
Fue hija de Francesco Antonio del Carreto, marqués de Grana, caballero de la Orden del Toisón de Oro y general del Ejército Imperial, quien además se desempeñó como embajador del Sacro Imperio Romano Germánico en la corte española de Madrid. Su padre perteneció a la prestigiosa familia ligur de los Carreto, rama primogénita de la antiquísima estirpe de los Aleramici. Leonor y sus hermanos ingresaron en la corte española, ocupando ella el cargo de menina de la infanta María Teresa de Austria y luego dama de la reina Mariana de Austria. Su hermano Otón Enrique del Carreto, marqués de Grana, fue también gobernador y capitán general de los Países Bajos Españoles, además de caballero de la Orden del Toisón de Oro (su hija María Enriqueta del Carreto, sucedió el marquesado de Grana, pasando luego a su hijo Leopoldo Felipe d'Arenberg, duque de Arenberg y marqués de Grana).
Contrajo matrimonio el 7 de octubre de 1655 en Madrid (Real Capilla) con Antonio Sebastián de Toledo Molina y Salazar, II marqués de Mancera, por entonces capitán general de la Armada del Mar Océano, y aliado de su hermano Otón Enrique en las intrigas palaciegas contra las pretensiones de Juan José de Austria al trono español.
Antonio fue designado virrey del Virreinato de Nueva España. A su llegada a México, en 1664, el virrey y su esposa fueron recibidos con un arco de triunfo ideado por Alonso Ramírez de Vargas donde la comparaba a ella con Lavinia, y a su esposo con Eneas. El poeta además incluyó otro cuadro donde comparaba a Leonor del Carreto con Venus mirándose en un espejo y rodeada de las tres gracias.
Leonor invitó a Inés Ramírez de Asuaje, futura Sor Juana Inés de la Cruz, a vivir en la corte virreinal para que fuese tutora de su hija María Luisa  de Toledo Carreto, y escribiera poemas por encargo. Durante ese tiempo, escribió el poema en honor a la muerte del rey Felipe IV. Sor Juana vivió en el palacio virreinal hasta que entró al convento.
La hija de los marqueses de Mancera, María Luisa, bajo la bendición del arzobispo de México y fray de la Orden de San Agustín, Payo Enríquez de Ribera Manrique, contrajo nupcias el 28 de mayo de 1673 en la Catedral de México con José María de Silva y Mendoza, señor de Melgar de Fernamental e hijo de Rodrigo Díaz de Vivar de Silva y Mendoza, IV duque de Pastrana, y Catalina de Mendoza y Sandoval, VIII duquesa del Infantado. En vista que el novio se casó por poderes, la boda fue revalidada en Úbeda el 30 de enero de 1675 y ante la confirmación del vínculo matrimonial se le confirió finalmente el Marquesado de Melgar de Fernamental (28 de julio de 1676).
Leonor murió en 1673 cuando ya había terminado su periodo de virreina en Tepeaca, en el trayecto a Veracruz, para regresarse a España. La ceremonia luctuosa fue encabezada por fray Payo.
En 1680, llegó a la Ciudad de México María Luisa Manrique de Lara y Gonzaga, la virreina que también fue amiga, protectora y mecenas de Sor Juana.

## Poemas de Sor Juana dedicados a Leonor del Carreto
Sor Juana le dedicó cuatro poemas donde la llamaba "Laura" como la amada de Petrarca.
I. Convaleciente de una enfermedad grave, discreta con la señora virreina, marquesa de Mancera, atribuyendo a su mucho amor aún su mejoría en morir
En la vida que siempre tuya fue, /
Laura divina, y siempre lo será, /
la Parca fiera, que en seguirme da,/ 
quiso asentar por triunfo el mortal pie. 
Yo de su atrevimiento me admiré,  /
que si debajo de su imperio está, /
tener poder no puede en ella ya, /
pues del suyo contigo me libré. /
Para cortar el hilo que no hiló, /
la tijera mortal abierta vi.  /
-¡Ay, parca fiera! -dije entonces yo-. 
Mira que sola Laura manda aquí. /
Ella corrida al punto se apartó. /
Y dejome vivir solo por ti.
II. En la muerte de la excelentísima señora marquesa de Mancera (1674)
De la beldad de Laura enamorados /
los cielos, la robaron a su altura, /
porque no era decente a su luz pura /
ilustrar estos valles desdichados. 
O porque los mortales, engañados  /
de su cuerpo en la hermosa arquitectura, /
admirados de ver tanta hermosura /
no se juzgasen bienaventurados. 
Nació donde el Oriente el rojo velo /
corre al nacer al astro rubicundo  /
y murió donde con ardiente anhelo 
da sepultura a su luz el mar profundo: /
que fue preciso a su divino vuelo /
que diese como el sol la vuelta al mundo.
III.
Bello compuesto en Laura dividido, /
alma inmortal, espíritu glorioso, /
¿por qué dejaste cuerpo tan hermoso? /
¿Y para qué tal alma has despedido? 
Pero ya ha penetrado en mi sentido  /
que sufres el divorcio riguroso /
porque el día final puedas gozoso /
volver a ser enteramente unido. 
Alza tú, alma dichosa, el presto vuelo, /
y de tu hermosa cárcel desatada,  /
dejando vuelto su arrebol en hielo, 
sube a ser de luceros coronada: /
que bien es necesario todo el cielo /
porque no eches de menos tu morada.
IV.
Mueran contigo, Laura, pues moriste, /
los afectos que en vano te desean, /
los ojos a quien privas de que vean /
hermosa luz que un tiempo concediste.
Muera mi lira infausta en que influiste /
ecos, que lamentables te vocean, /
y hasta estos rasgos mal formados sean /
lágrimas negras de mi pluma triste.
Muévase a compasión la misma Muerte /
que, precisa, no pudo perdonarte; /
y lamente el Amor su amarga suerte, /
pues si antes, ambicioso de gozarte, /
deseó tener ojos para verte, /
ya le sirvieran sólo de llorarte.